# لاينن (أركنساس)
لاينن (بالإنجليزية: Lynn, Arkansas)‏ هي بلدة أمريكية تقع في الولايات المتحدة في مقاطعة لورينس، أركنسو. يقدر عدد سكانها بـ 315 نسمة ومساحتها 6.2 كم2 وترتفع عن سطح البحر 109 متر.

## التركيبة السكانية
حدّد مكتب تعداد الولايات المتحدة بيانات التركيبة السكانية للاينن في تعداد الولايات المتحدة. في ما يلي، التركيبة السكانية حسب تعدادي 2000 و2010.

### تعداد عام 2000
بلغ عدد سكان لاينن 315 نسمة بحسب تعداد عام 2000، وبلغ عدد الأسر 136 أسرة وعدد العائلات 96 عائلة مقيمة في البلدة. في حين سجلت الكثافة السكانية 52.6 نسمة لكل كيلومتر مربع (136.2/ميل2). وبلغ عدد الوحدات السكنية 151 وحدة بمتوسط كثافة قدره 25.2 لكل كيلومتر مربع (65.3/ميل2).
وتوزع التركيب العرقي للبلدة بنسبة 97.46% من البيض و0.95% من الأعراق الأخرى و1.59% من عرقين مختلطين أو أكثر و0.63% من الهسبانيون أو اللاتينيون من أي عرق.
بلغ عدد الأسر 136 أسرة كانت نسبة 32.4% منها لديها أطفال تحت سن الثامنة عشر تعيش معهم، وبلغت نسبة الأزواج القاطنين مع بعضهم البعض 54.4% من أصل المجموع الكلي للأسر، ونسبة 14.7% من الأسر كان لديها معيلات من الإناث دون وجود شريك،  بينما كانت نسبة 1.5% من الأسر لديها معيلون من الذكور دون وجود شريكة وكانت نسبة 29.4% من غير العائلات. تألفت نسبة 26.5% من أصل جميع الأسر من عدة أفراد يعيشون في نفس المنزل ونسبة 16.9% كانت تتألف من شخص يعيش بمفرده يبلغ من العمر 65 عاماً أو أكثر. وبلغ متوسط حجم الأسرة المعيشية 2.32، أما متوسط حجم العائلات فبلغ 2.74.
بلغ العمر الوسطي للسكان 38.9 عاماً. وكانت نسبة 25.1% من القاطنين تحت سن الثامنة عشر، وكانت نسبة 7.6% بين الثامنة عشر والرابعة والعشرين عاماً، ونسبة 26% كانت واقعةً في الفئة العمرية ما بين الخامسة والعشرين والرابعة والأربعين عاماً، ونسبة 23.5% كانت ما بين الخامسة والأربعين والرابعة والستين، ونسبة 17.8% كانت ضمن فئة الخامسة والستين عاماً فما فوق. يوجد لكل 100 أنثى 90.9 ذكر، ويوجد لكل 100 أنثى في الثامنة عشر من عمرها فما فوق 85.8 ذكر.
بلغ متوسط دخل الأسرة في البلدة 22,778 دولارًا، أما متوسط دخل العائلة فبلغ 27,375 دولارًا. وكان متوسط دخل الذكور 29,688 دولارًا مقابل 20,625 دولارًا للإناث. وسجل دخل الفرد الخاص بالبلدة 14,409 دولارًا. وكانت نسبة 8.4% من العائلات ونسبة 13.9% من السكان تحت خط الفقر، وكان من هؤلاء نسبة 9% تحت سن الثامنة عشر ونسبة 28.6% في الخامسة والستين من العمر وما فوق.

### تعداد عام 2010
بلغ عدد سكان لاينن 288 نسمة بحسب تعداد عام 2010، وبلغ عدد الأسر 121 أسرة وعدد العائلات 82 عائلة مقيمة في البلدة. في حين سجلت الكثافة السكانية 48.1 نسمة لكل كيلومتر مربع (124.6/ميل2). وبلغ عدد الوحدات السكنية 146 وحدة بمتوسط كثافة قدره 24.4 لكل كيلومتر مربع (63.2/ميل2).
وتوزع التركيب العرقي للبلدة بنسبة 100% من البيض و3.47% من الهسبانيون أو اللاتينيون من أي عرق.
بلغ عدد الأسر 121 أسرة كانت نسبة 30.6% منها لديها أطفال تحت سن الثامنة عشر تعيش معهم، وبلغت نسبة الأزواج القاطنين مع بعضهم البعض 54.5% من أصل المجموع الكلي للأسر، ونسبة 11.6% من الأسر كان لديها معيلات من الإناث دون وجود شريك،  بينما كانت نسبة 1.7% من الأسر لديها معيلون من الذكور دون وجود شريكة وكانت نسبة 32.2% من غير العائلات. تألفت نسبة 29.8% من أصل جميع الأسر من عدة أفراد يعيشون في نفس المنزل ونسبة 14% كانت تتألف من شخص يعيش بمفرده يبلغ من العمر 65 عاماً أو أكثر. وبلغ متوسط حجم الأسرة المعيشية 2.38، أما متوسط حجم العائلات فبلغ 2.93.
بلغ العمر الوسطي للسكان 39.8 عاماً. وكانت نسبة 22.6% من القاطنين تحت سن الثامنة عشر، وكانت نسبة 9% بين الثامنة عشر والرابعة والعشرين عاماً، ونسبة 23.6% كانت واقعةً في الفئة العمرية ما بين الخامسة والعشرين والرابعة والأربعين عاماً، ونسبة 26.7% كانت ما بين الخامسة والأربعين والرابعة والستين، ونسبة 18.1% كانت ضمن فئة الخامسة والستين عاماً فما فوق. وتوزع التركيب الجنسي للسكان بنسبة 44.8% ذكور و55.2% إناث.